# クムトール鉱山
クムトール鉱山（Kumtor,キルギス語: Кумтөр, クムトールこうざん）は、キルギスタンのイシク湖の南東部にある世界屈指の露天掘り金鉱山。旧ソビエト連邦管理下の1980年代から試掘が行われ、1997年から本格的に生産がはじまった。キルギス経済を支える重要な鉱山である。
2003年の鉱石採掘量は560万トン、金生産量は21トンだった。推定埋蔵量は、2452万トンであり、金換算で105トンとなる。なお、金含有率は鉱石1トン当り4.29gである。2004年からキルギス政府とカナダのCameco社が合弁で設立したCenterra Gold社が金鉱を所有している。2012年ごろからは民族主義者が国有化を主張し、政治的緊張が生じているが、政権のジャントロ・サティバルディエフ首相は国有化を否定している。